# Louis Bertrand de Sivray
Louis Bertrand de Sivray (Le Luc, 23 agosto 1766 – Le Luc, 3 luglio 1850) è stato un generale francese.

## Ancien Régime
Nato da una nobile famiglia della Provenza, il 20 luglio 1782 entra nella compagnia dei cadetti-gentiluomini con sede a Lorient; viene promosso a sottotenente il 18 agosto 1785 nel reggimento di Carlo di Borbone e viene nominato tenente il 1º aprile 1788. Quando questo reggimento venne accorpato nel reggimento di Pondichéry, il 3 dicembre 1789, il giovane Bertrand venne incluso nella nuova organizzazione.
Deputato all'Assemblea nazionale con le guarnigioni dell'India, il 21 settembre 1791 si reca a Parigi, ed è in questa occasione che apprende, da parte degli ufficiali del suo reggimento che erano di ritorno in Francia, la sua nomina al grado di capitano (1792). Il 10 agosto 1792, in occasione dell'instaurazione della Comune di Parigi, salva il deputato monarchico Vincent-Marie Viénot de Vaublanc da un colpo di spada.

## Guerre della Rivoluzione francese
Attendente del generale Montredon, il 18 agosto 1793 partecipò con lui alla campagna di quell'anno con l'Armata dei Pirenei Orientali, e passò successivamente con le stesse funzioni presso i generali Prévost e Pérignon, durante le campagne degli anni II ed III.
Nominato capo di battaglione dei cacciatori-esploratori di questo stesso esercito, il 6 ventoso dell'anno III si distingue in tutte le battaglie con il nemico.
Il 28 termidoro dell'anno VII passa con il suo grado nel 41º reggimento tattico di linea, e serve nell'Armata d'Italia sotto gli ordini di Moreau.
Colonnello del 3º reggimento di fanteria leggera, il 13 pratile dell'anno VIII partecipa alle due campagne seguenti in Italia.

## Consolato e Impero
Il 19 frimaio dell'anno XII, il Primo Console lo nomina membro della Legion d'onore ed ufficiale della stessa il 20 pratile seguente.
Il colonnello Bertrand si distingue nuovamente in Italia degli anni XIII e XIV, ed in Dalmazia dal 1806 al 1808. L'apertura della campagna d'Austria nel 1808 gli fornisce nuove occasioni di distinguersi. Nel mese di maggio 1809, difende alla testa del suo reggimento una posizione davanti a Licea, strenuamente attaccata dagli austriaci.
Il 9 giugno seguente Napoleone gli conferisce la carica di generale di brigata, con la quale egli si unisce all'Armata di Illyrie fino al 7 dicembre 1810; poco dopo riceve il titolo di barone dell'Impero.
Rimessosi a disposizione in seguito alla riduzione di quest'esercito, riprende l'attività soltanto all'epoca della campagna di Russia (1812).
Rientrato in Francia il 2 febbraio 1813, il 6 aprile seguente viene convocato al comando del dipartimento di Varo, ed al comando superiore delle isole di Hyères. Il 25 novembre dello stesso anno, il governo lo designa per svolgere le funzioni di capo di Stato Maggiore del principe di Essling, comandante superiore dell'8ª divisione militare; conserva questa posizione fino al 9 gennaio 1814. Il 18 aprile, il maresciallo gli dà l'ordine di prendere il comando di Var, nel quale viene sostituito il 10 maggio.
Il generale Bertrand va in pensione il 1º agosto 1815, e vi resta fino al 22 marzo 1831, quando il nuovo governo lo mette nel quadro di riserva.
Avendo richiesto nuovamente in pensione, la ottiene il 1º maggio 1832 e la passerà a casa, interamente ritirato dagli affari.
Louis Bertrand de Sivray è il fratello del barone d'Impero Jean-Baptiste-Charles Bertrand Geslin, che incontrò il generale di Charette nel 1795 e permise l'accordo di pace dell'anno III, detto anche accordo di Jaulnais. Fu nominato sindaco di Nantes da Napoleone, quindi di La Flèche.
Morì il 3 luglio 1850.